# タイロン橋本
タイロン橋本（タイロンはしもと、アルファベット表記："Tyrone Hashimoto"、1954年7月2日 - ）は、日本のミュージシャン。栃木県矢板市生まれ。1973年以降より、本名は鈴木 俊一（すずき しゅんいち）（旧姓：橋本）1973年より1983年まで橋本 俊一（はしもと しゅんいち）を芸名として使用。
活動内容は、シンガーソングライター、作詞家、作曲家、編曲家、演奏者、ボイストレーナー、音楽プロデューサーなど。また、600以上のCMソングに関わる。

## 略歴

### フォークソング時代
- 1954
  - 両親ともに医者の家に生まれる。
  - 栃木県矢板市立矢板中学校入学
    - 14歳の時、TBSラジオこども音楽コンクール東日本大会の独唱部門で優勝。

### プロ活動開始
- 1974
  - 慶應義塾大学文学部哲学科美学美術史学科入学、ティン・パン・アレーに参加[要出典]
- 1975
  - アメリカ西海岸に単身渡り、サンフランシスコで見た「ミーターズ」、カリフォルニア州バークレイで見た「タジ・マハール」の音楽で初めて黒人音楽の洗礼を受ける。
- 1978
  - YMOの1stアルバム『イエロー・マジック・オーケストラ』収録「シムーン」に参加。ボーカル・Shunichi Hashimotoでクレジットされる。

### オルケスタ・デル・ソル
- 1977
  - 日本初のサルサバンド「オルケスタ・デル・ソル」に橋本俊一名義で参加。
- 1979
  - 慶應義塾大学文学部哲学科美学美術史学科卒業。
  - 「六本木ピットイン」「原宿クロコダイル」でマンスリーライブを敢行。
- 1981
  - 4人の男性歌手によるオムニバス『Vocalists』（ビクター）、オルケスタ・デル・ソル1stアルバム『Rainbow Love』（ディスコメイトレコード）で初のオリジナル曲を披露。
- 1982
  - オルケスタ・デル・ソル2nd・ライブ録音アルバム『Harajuku Live』リリース。1983年、米ビルボード誌の評論家選出ベスト10アルバム部門で、エンリケ・フェルナンデス・アルボスが3位に選出した[要出典]。

- 1989
  - 4月21日 全曲自作オリジナル曲、自身プロデュースのソロ2ndアルバム『Illusion In The Rain』リリース。
  - 7月 ゴスペルのグループ・Mighty Clouds Of Joyのゲスト・ボーカリストとして日本ツアーに参加。
- 1991
  - 4月21日 1983年・1989年度グラミー賞受賞プロデューサー、Peter Bunetta & Rick Choudacofを起用したソロ3rdアルバム『Slow Dancing』リリース。
- 1993
  - 3月5日 自身プロデュース/プログラミングの4thアルバム『Lovers』リリース。
- 1994
  - 自身プロデュース/プログラミングのカメリア・ダイヤモンド・銀座「じゅわいよくちゅーるマキ」CMソング「Where Do You Go?」（江戸屋レコード・2月2日）、「Sailing In The Ocean」（江戸屋レコード・4月21日）「MYSTERIOUS EYES」（江戸屋レコード・6月22日）と3作連続担当。
  - 6月22日 ソロ初のベスト・アルバム『Love always,』リリース。
  - 11月23日 デイヴィッド・T・ウォーカー,ジョー・サンプル（ザ・クルセイダーズ）を起用、アンプラグド5thアルバム『Key To Your Heart』リリース。
- 2002年5月29日
  - 自身プロデュース/自身プログラミング6thアルバム『Dance In The Sunshine』リリース。
- 2003年9月30日
  - 全曲1970年代シンガーソングライターの曲をアンプラグドでの一発録音でカバーした7thアルバム『MERURI』リリース
- 2004年5月
  - Pastor Patrinell Wright率いるシアトルのゴスペルクワイアー・Total Experience Gospel Choirを招聘、日本ツアーをプロデュース。以後2006年、 2007年、2008年、2012年の計5回、上記日本ツアーをプロデュースする。
- 2005年
  - ヤヒロ トモヒロとワールドミュージックDUO・The Unforsaken Uncles（後にThe Unforsakenに改名）を結成・ツアー開始。橋本はボーカル・ギター。
- 2006年
  - Total Experience Gospel Choir「Live In Japan 2006」DVDをプロデュース。自身のレーベル・Teddy Bear Recordsからリリース。
  - 8月 Total Experience Gospel Choir主催・ハリケーン・カトリーナ被災者住宅建設プロジェクトに参加。ネブラスカ、テキサス、ルイジアナ、ミシシッピーを訪問。ハリケーン・カトリーナ襲来1周年の各種催しに参加。ミシシッピー州ビロキシーで行われたNAACP主催集会で「明日に架ける橋」を歌う。
- 2014年
  - The Unforsaken Uncles名義、クリックなし、ダビングなし一発録音アルバム『Hello To The World』（世界よこんにちは）をリリース。
- 2018年
  - 9月 自身プロデュース/自身プログラミング、日本とシアトルのミュージシャンたちとの音楽ユニット・Pacific United Bandを起用したネルソン・マンデラに捧ぐシングル「Mandela（c/w Dance In The Sunshine）」を自身のレーベル・Teddy Bear Recordsより発表。

## スタジオ・ミュージシャン&プロデュース活動
- 1978年
  - YMOのアルバム『Yellow Magic Orchestra』（US ver.含む）収録「シムーン」にボーカルとして参加。
- 1984年
  - CMを中心にプロデュース活動（CM活動項目参照）を開始
- 1991年
  - 「へそまがりんちょの歌」 水森亜土&タイロン橋本（楽しいムーミン一家冒険日記（1991年10月 - 1992年3月）
- 1992年
  - MORE DEEPアルバム『Sex Dance』収録「Won't You Stay With Me Tonight」プロデュース・作曲・編曲・プログラミング
- 1993年
  - マツダユーノスCD「Love Light」プロデュース・作詞・作曲・編曲・プログラミング・歌唱
- 1994年
  - マツダユーノスCD「Cruisin'」プロデュース・作詞・作曲・編曲・プログラミング・歌唱
  - Soul Bossa Trioアルバム『a taste of Soul Bossa』収録「Hey, Look At You」歌唱
- 1995年
  - マツダユーノスCD「Quiet Energy」プロデュース・作詞・作曲・編曲・プログラミング・歌唱
- 1996年
  - 『Kalgan Grown』（Kaigan Records）収録「Close To You」プロデュース・編曲・プログラミング・歌唱
- 1997年
  - 『Salsa Mundo』（Candela）収録「La Orquesta Del Sol」「Campanero」歌唱
- 1998年
  - UCCコーヒーCM・ジェームス・ブラウンとジョージア州オーガスタでプロデュース・作曲・編曲した楽曲のレコーディング。
- 1999年
  - 東京ディズニーランドアトラクション「Donald's Wacky Kingdom」作詞・作曲・編曲・プログラミング
- 2004年12月1日
  - The FLARE2ndシングル「ウエティコ」ボーカル・プロデュース
- 2005.1.30
  - NHK-FMのセッションでラテン楽曲「ハバタンパ」収録。八木啓代とツインボーカル。3月13日放送・3月18日再放送。
- 2006.7.26
  - SEAMOの「ルパン・ザ・ファイヤー」のコーダ部にゲスト・ボーカル参加。
- 2008.9
  - NHK教育「わたしのきもち」と「わたしのきもちミニ」で2008年9月から開始された「かおじゃんけん」の歌を担当。出演はピエール瀧、中川翔子。
- 2011
  - 森村献（Uno Music）アルバム『respiro』収録「Someday We'll All Be Free」歌唱

## 作品
| 発表年 | 名義                           | グループ名             | タイトル                 | 参加曲            |
| ------ | ------------------------------ | ---------------------- | ------------------------ | ----------------- |
| 1978   | 橋本 俊一 / Shunichi Hashimoto | YMO                    | Yellow Magic Orchestra   | シムーン (Vo)     |
| 1978   | 橋本 俊一 / Shunichi Hashimoto | Orange County Brothers | Cruisin'                 | 風よ吹け吹け (Vo) |
| 1981   | 橋本 俊一 / Shunichi Hashimoto | オムニバス             | Vocalists                | -                 |
| 1981   | 橋本 俊一 / Shunichi Hashimoto | オルケスタ・デル・ソル | Rainbow Love             | -                 |
| 1982   | 橋本 俊一 / Shunichi Hashimoto | オルケスタ・デル・ソル | Harajuku Live            | -                 |
| 1983   | Tyrone Hashimoto               | -                      | Stay Gold(EP)            | -                 |
| 1988   | Tyrone Hashimoto               | -                      | Moments Of Love          | -                 |
| 1989   | Tyrone Hashimoto               | -                      | Illusion In The Rain     | -                 |
| 1991   | Tyrone Hashimoto               | -                      | Slow Dancing             | -                 |
| 1993   | Tyrone Hashimoto               | -                      | Lovers                   | -                 |
| 1994   | Tyrone Hashimoto               | -                      | Where Do You Go?(EP)     | -                 |
| 1994   | Tyrone Hashimoto               | -                      | Sailing In The Ocean(EP) | -                 |
| 1994   | Tyrone Hashimoto               | -                      | Mysterious Eyes(EP)      | -                 |
| 1994   | Tyrone Hashimoto               | -                      | Love Always              | -                 |
| 1994   | Tyrone Hashimoto               | -                      | Key To Your Heart        | -                 |
| 2002   | Tyrone Hashimoto               | -                      | Dance In The Sunshine    | -                 |
| 2003   | Tyrone Hashimoto               | -                      | Meruri                   | -                 |
| 2014   | Tyrone Hashimoto               | The Unforsaken         | Hello To The World       | -                 |
| 2018   | Tyrone Hashimoto               | -                      | Mandela(EP)              | -                 |
| 1993   | MAZDA EUNOS関連                | -                      | Love Light               | -                 |
| 1994   | MAZDA EUNOS関連                | -                      | Cruisin'                 | -                 |
| 1995   | MAZDA EUNOS関連                | -                      | Quiet Energy             | -                 |